# Gucci Bucket Hat
Gucci Bucket Hat è un singolo dei rapper statunitensi Pap Chanel e Future, pubblicato il 20 ottobre 2020 come secondo estratto del primo album in studio di Pap Chanel Pretty & Paid 2.0.

## Composizione
La canzone, realizzata in collaborazione con il membro della Freebandz Records Herion Young, ha iniziato ad attirare l'attenzione già prima della sua uscita nell'agosto 2020, grazie a uno snippet virale che mostra Future mentre balla sul ritmo del ritornello indossando un cappello a secchiello Goyard.
Il brano è trapelato online il 19 ottobre 2020 ed è stato pubblicato il giorno successivo.